# Скучаї
Скучаї (рос. Скучаи) — присілок у Добринському районі Липецької області Російської Федерації.
Населення становить 0 осіб. Належить до муніципального утворення Добринська сільрада.

## Історія
З 13 червня 1934 до 1954 року у складі Воронезької області. Відтак входить до складу Липецької області.
Від 23 вересня 2004 року до 13 травня 2014 року органом місцевого самоврядування була Сафоновська сільрада.
Згідно із законом № 281-ОЗ від 23 травня 2014 року органом місцевого самоврядування було встановлено Добринську сільраду.

## Населення
| 2010 |
| ---- |
| 0    |